# Mediocalcar umboiense
Mediocalcar umboiense är en orkidéart som beskrevs av André Schuiteman. Mediocalcar umboiense ingår i släktet Mediocalcar och familjen orkidéer. Inga underarter finns listade i Catalogue of Life.